# Diclidophlebia durio
Diclidophlebia durio är en insektsart som först beskrevs av Heslop-harrison 1952.  Diclidophlebia durio ingår i släktet Diclidophlebia och familjen rundbladloppor. Inga underarter finns listade i Catalogue of Life.